# Norrfjärden, Piteå kommun
Norrfjärden är en tätort i Piteå kommun ligger 15 kilometer norr om Piteå längs E4:an, på norra sidan om Alterälven. Byn har också en kyrkby inom gränserna för gamla Norrfjärdens socken, en indelning som inte längre finns men som motsvarar dagens Norrfjärdens församling. Samhället är omgivet av vacker natur bestående av ängar, uppodlad ängsmark och barrskogar. Orten är gammal jordbruksbygd.
Öster om Norrfjärden ligger området Lassbacken och Harrbäcken. 
Norrfjärden är först och främst sammansatt av de två gamla byarna Porsnäs och Håkansö samt senare avskilda byn Pålmark, nämnda Lassbacken och Harrbäcken samt Tullnäs.

## Historia
Bynamnet var "Portesnes" i landskapshandlingen för Västerbottens län år 1539. Det året fanns åtta skattande män i Por(t)snäs, inkluderat en man i Harrbäcken. Senare förändrades bynamnet till Porsnäs. 
Porsnäs åsyftar egentligen till området norr om Norra Altervägen, närmare bestämt bebyggelsen från fotbollsplanen och hembygdsgården Ottergården till dagens förskola och området rätt söderut från Ottergården till byn Tullnäs, som ligger en knapp halvkilometer söder om dagens Norrfjärden. Håkansö var en egen by direkt öst om Porsnäs. Dagens Norrfjärden består av den gamla bykärnan av Porsnäs och den gamla byn Håkansö där den senare än idag är ett namn på ett område längs efter Porsnäsvägen i Norrfjärden.
Även byn Pålmark, ett par kilometer väster om dagens Norrfjärden, var en del av Porsnäs innan Pålmark utsöndrades och blev egen by. Dagens Tullnäs, förr i tiden Pullnäs, strax sydväst om orten, var som sagt var också en del av dåtidens Porsnäs. Detta syns genom det på kartor ännu förekommande namnet "Pullnäset".
Länge fanns en kvarn nedanför ett litet berg norr om samhället, "Kvarnberget", där sockenborna malde sin säd till mjöl. Det fanns stall till de som anlände med häst, och många stannade över natten när de var i Kvarnberget för att mala säden de hade med sig. Både kvinnor och män kom till kvarnen för att mala. År 1695 hade exempelvis Piteå stads borgmästare Erich Sterners hustru varit vid kvarnen och malt säd. Ännu på 1900-talet fanns kvarnen kvar med tillhörande stall, och folk kom från platser såsom Öjebyn och Piteå (stad) för att mala. Kvarnen kallas idag "Hon" i folkmun av de äldre som minns den.

## Befolkningsutveckling
| Befolkningsutvecklingen i Norrfjärden 1945–2020         | Befolkningsutvecklingen i Norrfjärden 1945–2020 | Befolkningsutvecklingen i Norrfjärden 1945–2020 | Befolkningsutvecklingen i Norrfjärden 1945–2020 | Befolkningsutvecklingen i Norrfjärden 1945–2020 |
| ------------------------------------------------------- | ----------------------------------------------- | ----------------------------------------------- | ----------------------------------------------- | ----------------------------------------------- |
|                                                         |                                                 |                                                 |                                                 |                                                 |
| År                                                      |                                                 |                                                 | Folkmängd                                       | Areal (ha)                                      |
| 1945                                                    | 1945                                            |                                                 | 365                                             | ##                                              |
| 1950                                                    | 1950                                            |                                                 | 378                                             | ##                                              |
| 1960                                                    | 1960                                            |                                                 | 452                                             | 93                                              |
| 1965                                                    | 1965                                            |                                                 | 513                                             | 91                                              |
| 1970                                                    | 1970                                            |                                                 | 702                                             | 94                                              |
| 1975                                                    | 1975                                            |                                                 | 930                                             | 100                                             |
| 1980                                                    | 1980                                            |                                                 | 1 461                                           | 180                                             |
| 1990                                                    | 1990                                            |                                                 | 1 561                                           | 190                                             |
| 1995                                                    | 1995                                            |                                                 | 1 527                                           | 190                                             |
| 2000                                                    | 2000                                            |                                                 | 1 399                                           | 190                                             |
| 2005                                                    | 2005                                            |                                                 | 1 423                                           | 190                                             |
| 2010                                                    | 2010                                            |                                                 | 1 362                                           | 189                                             |
| 2015                                                    | 2015                                            |                                                 | 1 562                                           | 251                                             |
| 2020                                                    | 2020                                            |                                                 | 1 579                                           | 237                                             |
| Anm.: ## Som tätort/befolkningsagglomeration 1920–1950. |                                                 |                                                 |                                                 |                                                 |

## Samhället
Byn har två grundskolor, Backgårdsskolan klass 1-3 och Porsnässkolan klass 4-9 samt två förskolor. Här ligger även Norrfjärdens kyrka. Kyrkan har en besöksverksamhet, kallad "Besöksgruppen", som hälsar på de äldre och sjuka som vill ha besök. Byn har dessutom bibliotek, Folkets Hus, två bensinstationer, en matvaruaffär, en kiosk och ett äldreboende, Norrgården. Det finns även ett gym på Porsnässkolan som är öppen för alla. Sporthallen ligger i anslutning till samma skola. Det finns ett elljusspår som underhålls under vintrarna och fungerar som promenad- och löparspår under barmarkstiden. Markerade skoterleder tar de skoterburna runt i hela kommun med utgångspunkt från samhället, till Rosvik i norr, Arnemark i väst och Piteå i söder.  
Hembygdsgården heter Ottergården och är ett gammalt hemman som har anor tillbaka till 1500-talet. Ottergården går att hyra och där bedrivs även viss kaféverksamhet på somrarna.Vid helger som Valborgsmässoafton och midsommarafton arrangeras någon typ av verksamhet med majbrasa, midsommarstång, lekar och servering.
Föreningslivet är levande med föreningar med inriktning på trädgård, motor, fiske och fiskevård, en pensionärsförening och flera politiska föreningar samt en 4H-förening. Samhällets idrottsklubb heter Norrfjärdens Idrottsförening, kallad Norrfjärdens IF eller bara NIF. Idrotterna föreningen sysslar med är handboll, fotboll och skidor.
Badplatsen vid sjön Harrträsket, tre kilometer norr om samhället, är en uppskattad badplats med sandbotten och brygga, och faciliteter såsom omklädningsrum för damer och herrar samt två utedass - ett större och ett mindre -, och den är ett välbesökt utflyktsmål om somrarna. I sjön finns både abborre och gädda. Holsträsket är en annan fiskesjö i Norrfjärdensområdet med brygga, grillmöjligheter samt uppställningsplats för husvagnar. 
Kyrkbyn i samhället är välbevarad och ligger vackert belägen vid Porsnäsfjärden vilken ingår i Alterälven. Grönområdet nedanför kyrkbyn och kyrkogården är kyrkmark och hålls därför efter av kyrkogårdsförvaltningen som också ombesörjer en grillplats vid fjärden. Många fiskar idag i utloppet från fjärden nedanför kyrkogården och kyrkbyn.